# Коряк Василь Вікторович
Василь Вікторович Коряк (нар. 15 травня 1985, Київ) — підполковник МВС України, начальник Патрульної поліції міста Біла Церква.

## Біографія
Народився у Києві. Після закінчення школи вступив до національного авіаційного університету, у якому проходив навчання на військовій кафедрі, де отримав звання молодшого лейтенанту запасу.
Був мобілізований до ЗСУ у п'яту хвилю, в квітні 2015 року, командував ротою 41-го мотопіхотного батальйону. 11 місяців знаходився в зоні АТО на Донбасі. На його бойовому рахунку бої під Волновахою, Новотроїцьким, Докучаєвськом — так званий сектор «М», маріупольський напрямок. Також воював під Донецьком.
Після демобілізації у 2016 році деякий час відпочивав, а влітку 2017 пішов у Патрульну поліцію. До липня 2018 керував відділом УПП в Ізмаїлі (Одеська область), потім перевівся до Білої Церкви.
З 24 лютого 2022 року бере участь у звільненні України від російських загарбників у складі батальйону патрульної поліції «Аеророзвідка». Воював під Києвом, у Миколаєві, у Харківській області, звільняв Лиман, захищав Бахмут.

## Нагороди
- Орден Богдана Хмельницького III ступеня (17 червня 2022) — За особисту мужність і самовіддані дії, виявлені у захисті державного суверенітету та територіальної цілісності України[6].